# Coalizione Nazionale Siriana
La Coalizione nazionale siriana delle forze dell'opposizione e della rivoluzione (in arabo الائتلاف الوطني لقوى الثورة والمعارضة السورية‎?, al-Iʾtilāf al-waṭanī li-quwwā al-thawra wa l-muʿāraḍa al-sūriyya), comunemente chiamata Coalizione nazionale siriana (abbreviata in CNS), è stata una coalizione fondata a Doha l'11 novembre 2012. Riunisce la maggior parte delle forze di opposizione al governo di Baššār al-Asad, comprese le formazioni militari. L'organo è composto di 60 membri, di cui 22 appartengono al Consiglio nazionale siriano.
Il primo presidente della coalizione è stato l'ingegnere e imam musulmano sunnita Ahmad Mu'adh al-Khatib; l'attuale presidente è Abdurrahman Mustafa, in carica dal 6 maggio 2018.
Il 25 settembre 2013 diverse fazioni islamiste d'opposizione hanno respinto la Coalizione nazionale siriana affermando che non si sentono rappresentati da essa.